# Aéroport d'Ålesund
 (mars 2016).
Si vous disposez d'ouvrages ou d'articles de référence ou si vous connaissez des sites web de qualité traitant du thème abordé ici, merci de compléter l'article en donnant les références utiles à sa vérifiabilité et en les liant à la section « Notes et références ».
Pour les articles homonymes, voir AES.
L'aéroport d'Ålesund (Norvégien : Ålesund lufthavn) (code IATA : AES • code OACI : ENAL) est un aéroport international desservant la ville d'Ålesund en Norvège. Il est localisé sur l'île de Vigra à Giske et dispose d'une piste longue de 2 314 mètres.
En 2013, 1 077 209 de passagers ont transité par l'aéroport. Les vols commerciaux domestiques desservent Oslo, Bergen et Trondheim avec les compagnies Scandinavian Airlines¸ Norwegian Air Shuttle et Widerøe. Les vols internationaux sont opérés par Air Baltic, KLM Cityhopper, Norwegian Air Shuttle, SAS et Wizz Air.

## Statistiques
Pour des raisons techniques, il est temporairement impossible d'afficher le graphique qui aurait dû être présenté ici.

Voir la requête brute et les sources sur Wikidata.

## Situation

### Carte des aéroports en Norvège
Carte des principaux aéroports de Norvège (en 2019)
Le Svalbard n'est pas ici en coordonnées géographiques exactes.
| Oslo-Gardermoen Bergen Stavanger Trondheim Tromsø Bodø Sandefjord Moss Kristiansand Ålesund Haugesund Harstad/Narvik Molde Kristiansund Alta Kirkenes Bardufoss Florø Hammerfest Svalbard Plus de 10 millions Plus de 5 millions Plus de 1 million Plus de 0,4 million Moins de 0,4 million Fermé |

## Compagnies aériennes
| Compagnies            | Destinations                                                                                                 |
| --------------------- | --- |
| BRA                   | En saison charter : Antalya                                                                                  |
| KLM                   | Amsterdam |
| Norwegian Air Shuttle | Oslo-Gardermoen En saison: Alicante-Elche, Las Palmas/Gran Canaria                                           |
| Scandinavian Airlines | Bergen, Copenhague-Kastrup, Oslo-Gardermoen En saison charter : La Canée I.-Daskaloyánnis, Palma de Majorque |
| Widerøe               | Bergen, Florø, Kristiansund, Trondheim                                                                       |
| Wizz Air              | Gdańsk-L. Wałęsa, Kaunas                                                                                     |

Édité le 16/02/2018  Actualisé le 23/02/2023